# Brigitta Sandahl
Brigitta Sandahl es una deportista sueca que compitió en triatlón. Ganó una medalla de bronce en el Campeonato Europeo de Triatlón de Media Distancia de 1985, y una medalla de plata en el Campeonato Europeo de Triatlón de Larga Distancia de 1986.

## Palmarés internacional
| Campeonato Europeo | Campeonato Europeo   | Campeonato Europeo | Campeonato Europeo |
| Año                | Lugar                | Medalla            | Prueba             |
| ------------------ | -------------------- | ------------------ | ------------------ |
| 1985               | Aabenraa (Dinamarca) | Medalla de bronce  | Individual         |

| Campeonato Europeo | Campeonato Europeo | Campeonato Europeo | Campeonato Europeo |
| Año                | Lugar              | Medalla            | Prueba             |
| ------------------ | ------------------ | ------------------ | ------------------ |
| 1986               | Säter (Suecia)     | Medalla de plata   | Individual         |